# 氐宿三
氐宿三，又名天秤座γ、BD-14 4237、HD 138905、SAO 159370、HR 5787，是天秤座的一颗恒星，视星等为3.91，位于銀經351.51，銀緯32.2，其B2000.0坐标为赤經15h 35m 31.6s，赤緯-14° 47′ 22″。